# Rosario Gregorio
Rosario Gregorio (Palermo, 23 ottobre 1753 – Palermo, 13 giugno 1809) è stato uno storico italiano.

## Biografia
Rinomato arabista e storiografo, insegnò per molti anni all'Università di Palermo e fu chiamato a giudicare controversie letterarie e filosofiche come nel caso del monaco Giuseppe Vella, reo di essersi inventato di sana pianta alcuni documenti storiografici, entrando in aspra polemica con 
Giovanni Evangelista Di Blasi.

## Opere
- (LA) Rosario Gregorio, Bibliotheca scriptorum qui res in Sicilia gestas sub Aragonum imperio retulere - tomus primus, Palermo, Stamperia Reale, 1791, SBN RMLE019440.
- (LA) Rosario Gregorio, Bibliotheca scriptorum qui res in Sicilia gestas sub Aragonum imperio retulere - tomus secundus, Palermo, Stamperia Reale, 1792, SBN SBLE010569.
- Considerazioni sulla Storia di Sicilia (1810-1816)